# Agriades caucasica
Agriades caucasica är en fjärilsart som beskrevs av Lederer 1869. Agriades caucasica ingår i släktet Agriades och familjen juvelvingar. Inga underarter finns listade i Catalogue of Life.